# Arcturinella banyulensis
Arcturinella banyulensis es una especie de crustáceo isópodo marino de la familia Arcturidae.

## Distribución geográfica
Se distribuye por el mar Mediterráneo.